# A lyga 2016
La A lyga 2016, nota come SMSCredit.lt A lyga 2016 per ragioni di sponsorizzazione, è stata la 27ª edizione della massima divisione del campionato lituano di calcio. La stagione è iniziata il 2 marzo 2016 e si è conclusa il 26 novembre 2016. Lo Žalgiris Vilnius ha vinto il campionato per il quarto anno consecutivo.

## Stagione

### Novità
Il numero di squadre partecipanti al campionato è stato ridotto da 10 a 8. Nel corso della A lyga 2015 il Kruoja si è ritirato dal campionato, mentre il Klaipėdos Granitas è stato squalificato dalla federazione lituana per non aver rispettato regole di fairplay. Il Šiauliai non si è iscritto al campionato. Dalla 1 Lyga 2015 è stato promosso il Lietava Jonava.
Lo Spyris Kaunas ha cambiato denominazione in Futbolo Klubas Kauno Žalgiris.

### Formula
Il campionato è composto di 8 squadre e ogni squadra affronta le altre squadre quattro volte, due volte in casa e due volte in trasferta, per un totale di 28 giornate. Le prime sei classificate accedono alla seconda fase per la definizione delle posizioni finali. La settima classificata disputa uno spareggio contro la seconda classificata della 1 Lyga per la permanenza in A lyga. L'ottava classificata retrocede direttamente in 1 Lyga.
Nella seconda fase ciascuna squadra affronta le altre una volta sola per un totale di cinque giornate, con le squadre che mantengono i punti conquistati nella stagione regolare. La squadra prima classificata è campione di Lituania ed è ammessa al secondo turno di qualificazione della UEFA Champions League 2017-2018. Le squadre classificate al secondo e terzo posto sono ammesse al primo turno di qualificazione della UEFA Europa League 2017-2018.

## Squadre partecipanti
| Club           | Stagione | Città       | Stadio                            | Stagione precedente                     |
| -------------- | -------- | ----------- | --------------------------------- | --------------------------------------- |
| Atlantas       |          | Klaipėda    | Klaipėdos M. Centrinis Stadionas  | 3º posto in A lyga                      |
| Kauno Žalgiris |          | Kaunas      | S. Dariaus ir S. Girėno stadionas | 5º posto in A lyga (come Spyris Kaunas) |
| Lietava Jonava |          | Jonava      | Jonavos centrinis stadionas       | 1º posto in 1 Lyga                      |
| Stumbras       |          | Kaunas      | S. Dariaus ir S. Girėno stadionas | 7º posto in A lyga                      |
| Sūduva         | dettagli | Marijampolė | ARVI Futbolo Arena                | 4º posto in A lyga                      |
| Trakai         |          | Trakai      | LFF stadionas (gioca a Vilnius)   | 2º posto in A lyga                      |
| Utenis Utena   |          | Utena       | Utenio stadionas                  | 6º posto in A lyga                      |
| Žalgiris       | dettagli | Vilnius     | Stadio LFF                        | Campione di Lituania                    |

## Stagione regolare

### Classifica finale
|  | Pos. | Squadra        | Pt | G  | V  | N | P  | GF | GS | DR  |
|  | ---- | -------------- | -- | -- | -- | - | -- | -- | -- | --- |
|  | 1.   | Žalgiris       | 66 | 28 | 21 | 3 | 4  | 62 | 22 | +40 |
|  | 2.   | Trakai         | 58 | 28 | 18 | 4 | 6  | 47 | 22 | +25 |
|  | 3.   | Atlantas       | 51 | 28 | 15 | 6 | 7  | 38 | 25 | +13 |
|  | 4.   | Sūduva         | 51 | 28 | 15 | 6 | 7  | 42 | 32 | +10 |
|  | 5.   | Lietava Jonava | 29 | 28 | 7  | 8 | 13 | 28 | 44 | -16 |
|  | 6.   | Stumbras       | 27 | 28 | 7  | 6 | 15 | 35 | 52 | -17 |
|  | 7.   | Utenis Utena   | 16 | 28 | 4  | 4 | 20 | 24 | 47 | -23 |
|  | 8.   | Kauno Žalgiris | 15 | 28 | 2  | 9 | 17 | 23 | 55 | -32 |

Legenda:
      Ammesse alla seconda fase.
 Ammessa allo spareggio promozione-retrocessione
      Retrocessa in 1 Lyga 2017
Note:
Tre punti a vittoria, uno a pareggio, zero a sconfitta.
La classifica viene stilata secondo i seguenti criteri:
- Punti conquistati
- Punti conquistati negli scontri diretti
- Differenza reti negli scontri diretti
- Differenza reti generale
- Reti totali realizzate
- Partite vinte
- Posizionamento delle squadre riserve nel campionato riserve

### Risultati

#### Partite (1-14)
|                  | Atl  | Kau  | Lie  | Stu  | Sūd  | Tra  | Ute  | Žal  |
| ---------------- | ---- | ---- | ---- | ---- | ---- | ---- | ---- | ---- |
| Atlantas         | –––– | 3-1  | 2-0  | 2-0  | 1-2  | 2-2  | 1-0  | 2-1  |
| Kauno Žalgiris   | 0-2  | –––– | 1-5  | 1-2  | 2-2  | 0-2  | 1-3  | 1-1  |
| Lietava Jonava   | 0-1  | 2-2  | –––– | 2-2  | 1-1  | 0-1  | 1-0  | 0-1  |
| Stumbras         | 2-3  | 0-0  | 2-0  | –––– | 2-3  | 0-0  | 3-1  | 3-6  |
| Sūduva           | 1-0  | 1-0  | 3-0  | 0-1  | –––– | 0-2  | 2-1  | 1-0  |
| Trakai           | 2-0  | 0-0  | 3-0  | 3-2  | 3-1  | –––– | 1-0  | 1-0  |
| Utenis Utena     | 0-2  | 2-3  | 0-1  | 1-0  | 0-4  | 0-2  | –––– | 0-1  |
| Žalgiris Vilnius | 1-0  | 3-0  | 2-2  | 2-0  | 3-2  | 2-0  | 2-0  | –––– |

#### Partite (15-28)
|                  | Atl  | Kau  | Lie  | Stu  | Sūd  | Tra  | Ute  | Žal  |
| ---------------- | ---- | ---- | ---- | ---- | ---- | ---- | ---- | ---- |
| Atlantas         | –––– | 1-1  | 0-0  | 2-0  | 2-1  | 0-1  | 2-0  | 0-1  |
| Kauno Žalgiris   | 1-1  | –––– | 0-1  | 2-1  | 0-1  | 0-4  | 1-1  | 0-2  |
| Lietava Jonava   | 1-2  | 3-2  | –––– | 1-4  | 1-1  | 1-1  | 1-0  | 0-4  |
| Stumbras         | 0-2  | 2-2  | 2-1  | –––– | 2-3  | 1-4  | 1-1  | 0-5  |
| Sūduva           | 3-3  | 2-0  | 0-0  | 2-0  | –––– | 1-0  | 2-1  | 0-0  |
| Trakai           | 3-0  | 3-0  | 0-2  | 0-2  | 2-0  | –––– | 4-3  | 1-2  |
| Utenis Utena     | 1-1  | 2-1  | 3-1  | 0-0  | 1-2  | 0-1  | –––– | 2-4  |
| Žalgiris Vilnius | 0-1  | 3-1  | 4-1  | 3-1  | 4-1  | 3-1  | 2-1  | –––– |

## Seconda fase

### Classifica finale
|                     | Pos. | Squadra        | Pt | G  | V  | N | P  | GF | GS | DR  |
| ------------------- | ---- | -------------- | -- | -- | -- | - | -- | -- | -- | --- |
| Lituania (bandiera) | 1.   | Žalgiris       | 76 | 33 | 24 | 4 | 5  | 74 | 29 | +45 |
|                     | 2.   | Trakai         | 67 | 33 | 20 | 7 | 6  | 55 | 26 | +29 |
|                     | 3.   | Sūduva         | 58 | 33 | 17 | 7 | 9  | 55 | 41 | +14 |
|                     | 4.   | Atlantas       | 56 | 33 | 16 | 8 | 9  | 42 | 32 | +10 |
|                     | 5.   | Stumbras       | 33 | 33 | 8  | 9 | 16 | 43 | 63 | -20 |
|                     | 6.   | Lietava Jonava | 32 | 33 | 8  | 8 | 17 | 35 | 58 | -23 |

Legenda:
      Campione di Lituania e ammessa alla UEFA Champions League 2017-2018
      Ammesse alla UEFA Europa League 2017-2018
Note:
Tre punti a vittoria, uno a pareggio, zero a sconfitta.
La classifica viene stilata secondo i seguenti criteri:
- Punti conquistati
- Spareggio (solo per decidere la squadra campione)
- Punti conquistati negli scontri diretti
- Differenza reti negli scontri diretti
- Differenza reti generale
- Reti totali realizzate
- Partite vinte
- Posizionamento delle squadre riserve nel campionato riserve

### Risultati
|                  | Atl  | Lie  | Stu  | Sūd  | Tra  | Žal  |
| ---------------- | ---- | ---- | ---- | ---- | ---- | ---- |
| Atlantas         | –––– | 2-1  |      |      | 0-0  |      |
| Lietava Jonava   |      | –––– |      | 3-2  |      | 1-4  |
| Stumbras         | 1-1  | 3-1  | –––– |      |      |      |
| Sūduva           | 3-1  |      | 6-1  | –––– |      | 1-3  |
| Trakai           |      | 3-1  | 1-1  | 1-1  | –––– |      |
| Žalgiris Vilnius | 2-0  |      | 2-2  |      | 1-3  | –––– |

## Spareggio promozione/retrocessione
|              | Risultati   |              | Luogo e data             |
| ------------ | ----------- | ------------ | ------------------------ |
| Palanga      | 2 - 3       | Utenis Utena | Palanga, 29 ottobre 2016 |
| Utenis Utena | 0 - 1 (gfc) | Palanga      | Utena, 6 novembre 2016   |
|              |             |              |                          |

## Statistiche

### Classifica marcatori
| Gol |  |  | Giocatore           | Squadra          |
| --- |  |  | ------------------- | ---------------- |
| 20  |  |  | Andrija Kaluđerović | Žalgiris Vilnius |
| 17  |  |  | Nerijus Valskis     | Trakai           |
| 14  |  |  | Tomas Radzinevičius | Sūduva           |
| 10  |  |  | Maksim Maksimov     | Atlantas         |
| 9   |  |  | David Arshakyan     | Trakai           |
| 9   |  |  | Linas Pilibaitis    | Žalgiris Vilnius |
| 9   |  |  | Abdoul Karim Sylla  | Atlantas         |
| 9   |  |  | Ernestas Veliulis   | Sūduva           |
| 8   |  |  | Bahrudin Atajić     | Žalgiris Vilnius |
| 8   |  |  | Predrag Pavlović    | Sūduva           |